# Росси, Франко (музыковед)
Франко Росси (итал. Franco Rossi; род. 1953, Венеция) — итальянский музыковед.
Окончил с отличием Университет Ка-Фоскари (1977). В 1986—2012 гг. заведовал историческим архивом венецианского оперного театра Ла Фениче. Преподавал в различных учебных заведениях, в 2004—2007 гг. в Падуанской консерватории разработал учебный курс по применению компьютерных технологий для анализа и оценки музыкального материала, был членом учёного совета консерватории. Затем преподавал историю музыки в Венецианской консерватории, с 2009 года заместитель директора, в 2014—2019 гг. директор.
Составил описи нескольких архивных музыкальных фондов в регионе Венето. Опубликовал тематические каталоги произведений Джованни Легренци (2002), Томазо Альбинони (2002—2003) и Бальдассаре Галуппи (2006).